# Gaston Giran
Roger Gaston Giran (XI Distrito de París, 12 de febrero de 1892-Villejuif, 29 de abril de 1944) fue un deportista francés que compitió en remo.
Participó en los Juegos Olímpicos de Amberes 1920, obteniendo una medalla de bronce en la prueba de doble scull. Ganó una medalla de oro en el Campeonato Europeo de Remo de 1920.

## Palmarés internacional
| Juegos Olímpicos   | Juegos Olímpicos  | Juegos Olímpicos  | Juegos Olímpicos |
| Año                | Lugar             | Medalla           | Prueba           |
| ------------------ | ----------------- | ----------------- | ---------------- |
| 1920               | Amberes (Bélgica) | Medalla de bronce | Doble scull      |
| Campeonato Europeo |                   |                   |                  |
| Año                | Lugar             | Medalla           | Prueba           |
| 1920               | Mâcon (Francia)   | Medalla de oro    | Doble scull      |